# Zonnevechter
De Zonnevechter is een bronzen beeldhouwwerk van de Nederlandse kunstenaar Arthur Spronken, geplaatst in de Noord-Hollandse stad Haarlem. Het beeld werd in 1967 vervaardigd en in 1972 geplaatst op de Grote Markt. Sindsdien is het onderwerp van zowel waardering als controverse geweest.

## Beschrijving

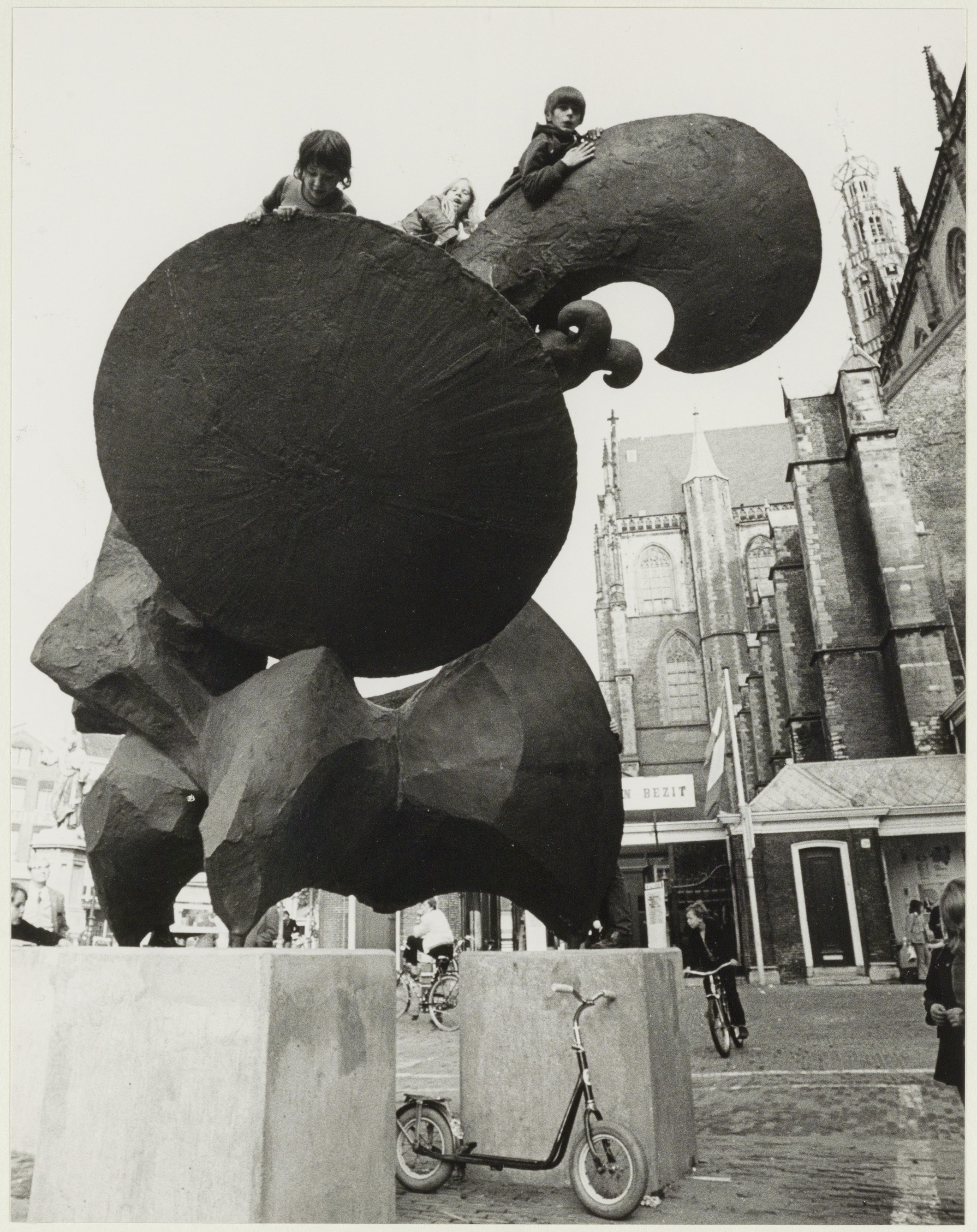
Het standbeeld “De Zonnevechter”, gebruikt als klimrek (1972)

De Zonnevechter stelt een abstracte figuur voor die een schild en een haak vasthoudt. Volgens sommige interpretaties symboliseert dit een gevecht met de zon of een poging haar naar beneden te trekken. Het werk is typerend voor Spronkens expressieve stijl, waarin dynamiek en lichamelijkheid centraal staan.

## Geschiedenis
In de jaren zestig onderging de Grote Markt een herinrichting, waarna het plein als leeg en sfeerloos werd ervaren. Op advies van de toenmalige directeur moderne kunst van het Frans Hals Museum kreeg Arthur Spronken de opdracht een beeld te ontwerpen dat het plein meer karakter zou geven.
Spronken ontwierp een abstracte, strijdlustige figuur, geïnspireerd op de historische functie van de Grote Markt als toernooiveld in de middeleeuwen. Hoewel het beeld in 1967 gereed was, werd het pas in 1972 – na discussie over de moderne vormentaal – als proefopstelling op het plein geplaatst. De Commissie Toegepaste Monumentale Kunst had liever gezien dat het beeld in een park in Schalkwijk werd geplaatst, maar op aandringen van Spronken kwam het toch op de Grote Markt terecht.
Vanaf het begin leidde de plaatsing van het moderne, abstracte beeld op het historische marktplein tot kritiek. Tegenstanders vonden dat het moderne beeld niet paste bij de historische omgeving van de Grote Markt en dat het daardoor niet tot zijn recht zou komen. Spronken benadrukte daarentegen het strijdbare karakter van het plein, dat hij in zijn beeld had willen vangen.

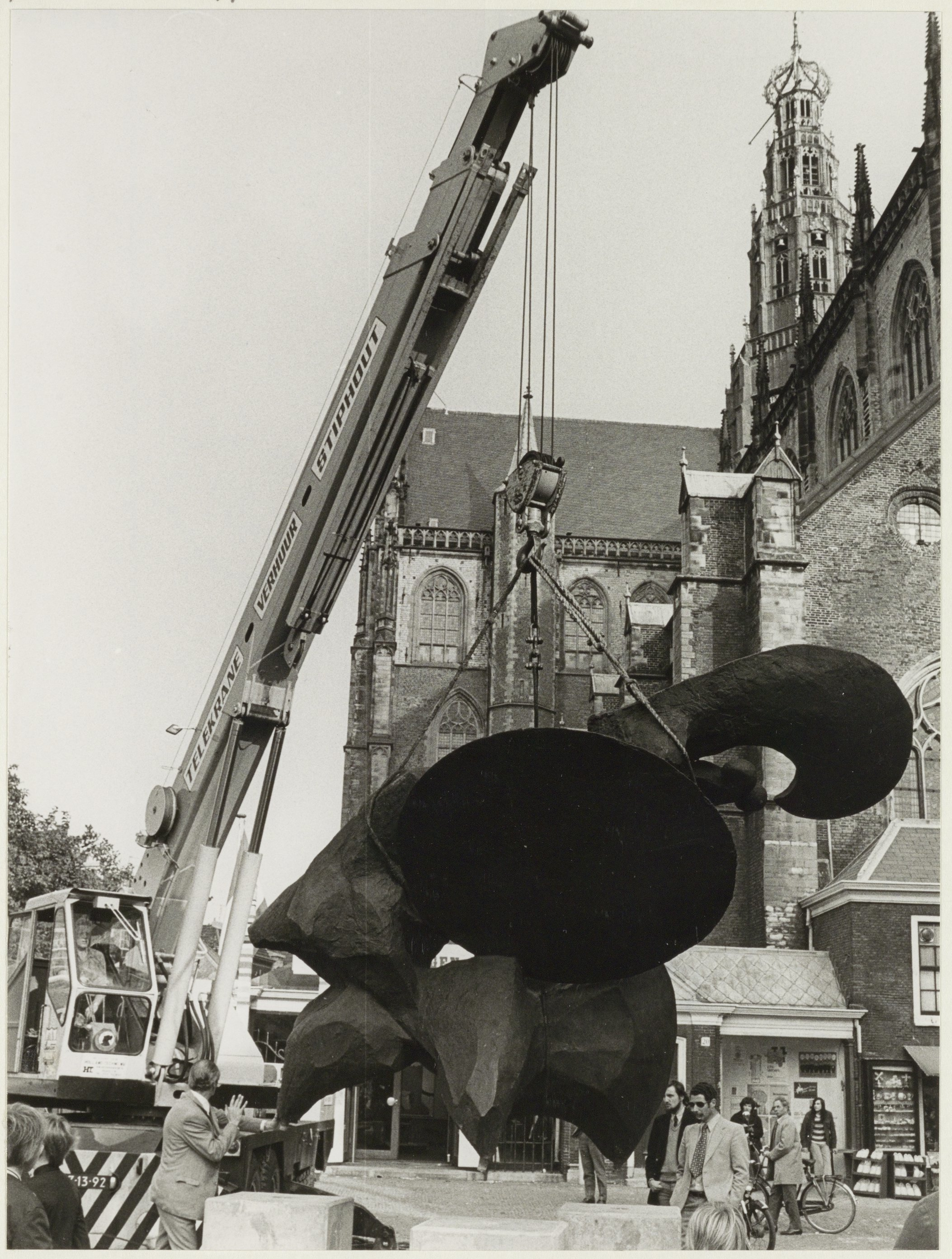
Het beeld wordt geplaatst (1972)

Op 21 september 1974 besloot de gemeenteraad dat het beeld permanent op de Grote Markt mocht blijven staan en, conform de wens van de kunstenaar, in een fontein zou worden geplaatst. In 1978 concludeerden de Schoonheidscommissie en toenmalige stadsarchitect Wiek Röling echter dat er geen plaats was voor twee beelden op het plein, waar al een standbeeld van Laurens Janszoon Coster stond. De hiermee gepaard gaande onrust leidde in datzelfde jaar tot protesten. De Zonnevechter werd toen beklad met de leus: “Loutje moet blijven.” Beeldhouwer Wim Jonker reageerde met de uitspraak: “Als Loutje moet verdwijnen, haal dan ook maar de Grote Kerk weg!”
Uiteindelijk bleef het beeld van Coster behouden en werd de Zonnevechter een kwartslag gedraaid. Begin jaren tachtig werd met de kunstenaar overlegd of het beeld niet beter op een andere locatie, zoals het Houtplein, zou kunnen worden geplaatst. Dit voorstel stuitte op veel weerstand van Spronken zelf, die aangaf het beeld nog liever terug te kopen dan het te laten verplaatsen.

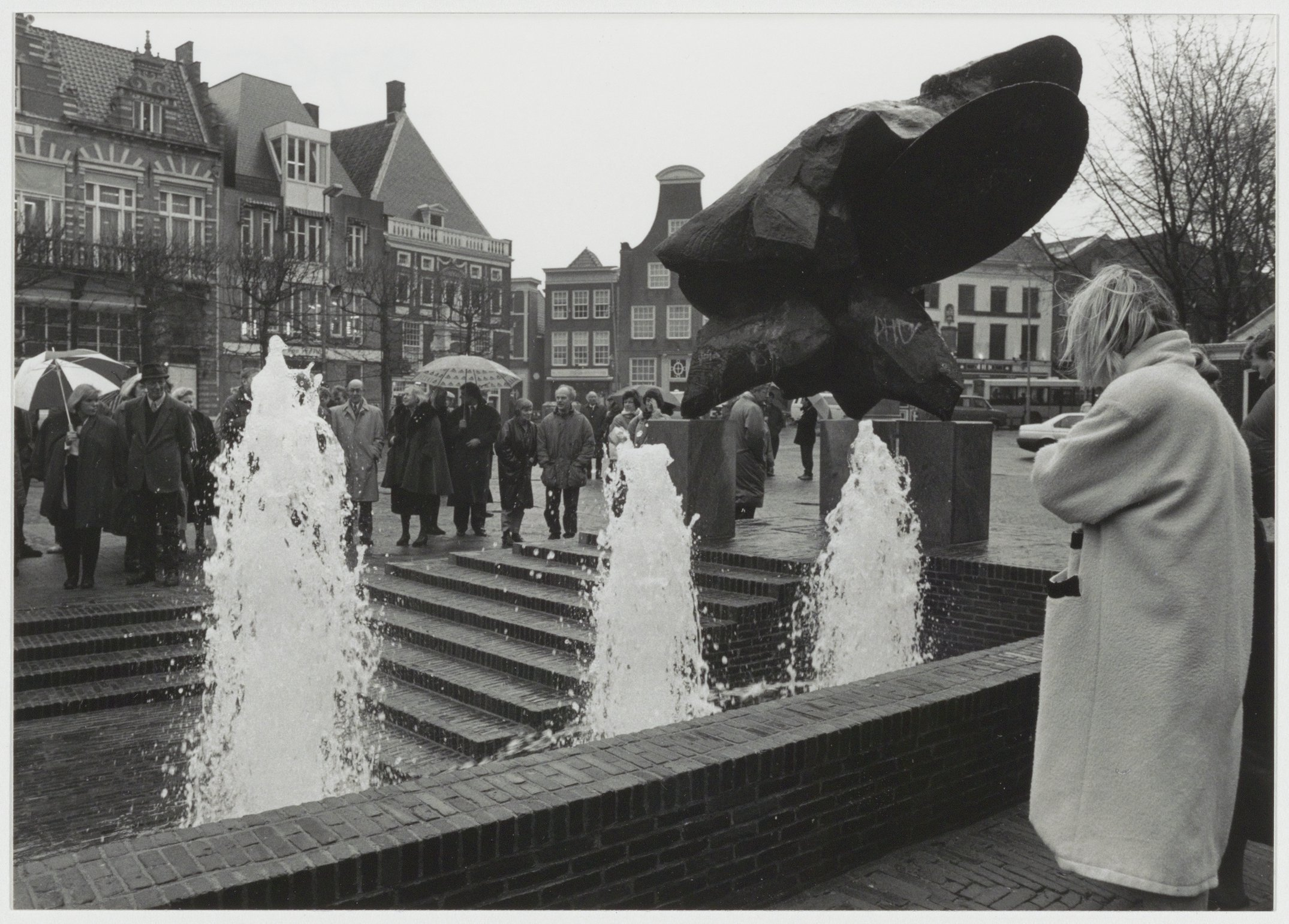
Ingebruikname van de fontein bij het beeld (1993)

In 1989 bepaalde de rechter dat het beeld op de Grote Markt moest blijven en dat de gemeente verplicht was de toegezegde fontein alsnog te realiseren. Deze uitspraak werd in hoger beroep opnieuw bekrachtigd door de rechtbank in 's-Hertogenbosch. In 2012 werd de eerdere uitspraak opnieuw bekrachtigd door de rechter.
In 1992 bepaalde Spronkem samen met stedenbouwkundig ontwerper Jan Rube en de toenmalige cultuurwethouder Bart Gudde ter plaatse de contouren van het fonteinbekken. Rond dezelfde tijd voerde stadsarchitect Thijs Asselbergs meerdere gesprekken met Spronken om, na jarenlang juridisch getouwtrek, tot een compromisontwerp te komen dat voor alle betrokken partijen acceptabel was. Bij de bescheiden feestelijke ingebruikname van de fontein op 28 januari 1993 kon Spronken vanwege ziekte niet aanwezig zijn.
Al gauw was de fontein doelwit van kattenkwaad, waarbij meermaals waspoeder in de fontein werd gegooid.  Dit leidde tot hoge onderhoudskosten bij de gemeente.  In 2015 werd de fontein buiten werking gesteld vanwege technische gebreken en herhaald vandalisme.
Op advies van de Haarlemse Adviescommissie Kunst in de Openbare Ruimte werd in 2023 onderzocht of het beeld verplaatst zou kunnen worden. Volgens de commissie verdient het werk een locatie waar het beter tot zijn recht komt, bij voorkeur met een sterkere relatie tot water. De toevoeging van de fontein in 1993 werd gezien als een compromis: beeld en fontein vormden volgens de commissie nooit een geheel. De Grote Markt werd te druk en stenig bevonden voor het werk.
De wethouder en een meerderheid van de Haarlemse gemeenteraad spraken zich uit voor verplaatsing van het beeld. Twee mogelijke locaties werden onderzocht: een plaatsing in het water van de Schotersingel of in het Burgemeester Reinaldapark. Alleen enkele kleinere fracties pleitten voor behoud op de Grote Markt met restauratie van de fontein. De vrijgekomen ruimte zou dan beschikbaar komen voor markten en evenementen. De reacties onder Haarlemmers waren verdeeld.
In maart 2025 maakte de gemeente bekend dat het voornemen is het beeld in 2026 te verplaatsen naar de Schotersingel, waar het op sokkels in het water geplaatst zal worden. Volgens de gemeente sluit deze locatie beter aan bij de oorspronkelijke visie van Spronken. De aankondiging leidde echter opnieuw tot discussie.
Verschillende erfgenamen van Spronken spraken zich uit tegen de voorgenomen verplaatsing. Minstens drie erfgenamen gaven aan niet te zijn geïnformeerd, terwijl hun instemming formeel vereist is. Zij stelden dat de betekenis van het kunstwerk door verplaatsing zou worden aangetast en willen dan ook dat het beeld blijft staan. In mei 2025 besloot de gemeente een definitieve beslissing uit te stellen tot een rechter uitspraak heeft gedaan over de juridische haalbaarheid van de verplaatsing.

## Varia
- Het kunstwerk Hulde aan Frans Hals en Lieven de Key van Roger Raveel werd net als de Zonnevechter oorspronkelijk ontworpen voor de Grote Markt in Haarlem. Het werd later verplaatst en kreeg een nieuwe locatie in het Burgemeester Reinaldapark.[10]